# 马桑绣球
马桑绣球（学名：Hydrangea aspera），又名高山藤繡球、对月花、白马桑、甜茶、凉皮树、踏皮树，为绣球花科绣球属下的一种灌木或小乔木，高度通常在2-3米之间。其根可以入药，味甘，性寒，健脾利湿，清暑止渴。此外也是一种受欢迎的园艺植物。

## 扩展阅读
- 維基物種上的相關：马桑绣球